# Толбот, Ричард, 2-й барон Толбот
Ричард Толбот (англ. Richard Talbot; приблизительно 1306 — 23/26 октября 1356) — английский аристократ, 2-й барон Толбот с 1346 года. Участвовал в войнах с Шотландией и Францией.

## Биография
Ричард Толбот принадлежал к старинному дворянскому роду из Херефордшира, который начал возвышаться благодаря земельным пожалованьям короля Генриха II, а позже породнился с князьями Уэльса. Ричард, родившийся приблизительно в 1306 году, был старшим сыном Гилберта Толбота и его жены Анны ле Ботилье. В 1321 году, во время Войны Диспенсеров, он вместе с отцом и братом Гилбертом присоединился к мятежным баронам, в битве при Боробридже был взят в плен, но получил помилование и свободу ценой огромного выкупа. Толботы уехали в Гасконь, там участвовали в Войне Сен-Сардо, позже присоединились к свите наследника престола Эдуарда, приехавшего в Париж для переговоров о мире. В 1326 году они вернулись на родину и приняли участие в свержении Эдуарда II.
При новом короле Эдуарде III Толботы возвысились. Гилберт занял ряд почётных должностей, с 1331 года его вызывали в парламент как лорда. Ричард стал рыцарем королевского двора. Не позже, чем в феврале 1327 года он женился на Элизабет Комин, представительнице знатного шотландского рода и племяннице английского магната Эмера де Валенса, 2-го графа Пембрука. Последний умер бездетным в 1324 году, и его обширные владения в Англии, Ирландии и Франции были присвоены Диспенсерами. Теперь же Толбот добился справедливого раздела наследства, и существенная часть земель Валенсов оказалась под его управлением. С 1330 года Ричарда приглашали на королевское собрание, а с января 1332 года он заседал в парламенте как лорд вместе с отцом.
У Толбота были интересы и в Шотландии. Её жена претендовала на часть наследства Коминов, конфискованного местным королём Робертом II Брюсом (Комины воевали против Роберта на стороне Англии). Мирный договор, заключённый между двумя королевствами в 1328 году, не учитывал интересы Толбота и других английских лордов, оказавшихся в схожем положении. Эти лорды, которых называли «лишённые наследства», решили начать частную войну с Шотландией, поддержав претензии на корону Эдуарда Баллиола. Толбот был в составе армии, которая летом 1332 года двинулась на север, разбила шотландцев при Дапплин-Муре и возвела Эдуарда на престол. Король в благодарность пожаловал Ричарду титул лорда Мара и вызвал его в свой парламент, начавший работу в феврале 1334 года. Толбот занял видное место в окружении Эдуарда. Однако правление последнего не было прочным; летом 1334 года началось большое восстание, Ричард попытался бежать в Англию, но был взят в плен. Примерно год он провёл в замке Дамбартон, пока родственники не выкупили его за две тысячи марок. От своих претензий на шотландское наследство Толбот не отказался и после этого. В 1337—1340 годах он занимал пост юстициария в той части Шотландии, которую ещё контролировали англичане, и пост коменданта пограничного Бервика.
Ричард принял деятельное участие в войне на континенте. Он был в составе армии, осаждавшей Турне (1339), сражался при Морле в Бретани в 1342 году, участвовал в шевоше короля Эдуарда III в 1346 году. Во время этого похода Толбот был ранен, но он всё же сражался при Креси и под Кале. В те же годы Ричард много времени проводил в Англии, где заседал в судебных комиссиях Вустершира, Оксфордшира, Шропшира, Стаффордшира, Херефордшира, занимал посты юстициария Северного Уэльса (с 1344 года) и управляющего королевским двором (1345—1349). После смерти отца в 1346 году он унаследовал семейные владения и титул барона Толбота.
В 1343 году Ричард добился от папы разрешения основать августинское аббатство во Флансфорде (Херефордшир). В этом аббатстве, согласно завещанию барона, похоронили его тело (октябрь 1356).

## Семья
Ричард Толбот был женат на Элизабет Комин, дочери Джона III Комина, лорда Баденоха и Лохабера, и Джоан де Валенс. В этом браке родился сын Гилберт (приблизительно 1332—1387), 3-й барон Толбот. После смерти Ричарда его вдова вышла замуж во второй раз, за сэра Джона Бромвича.